# Arve Henriksen
Arve Henriksen (Stranda, 22 marzo 1968) è un trombettista norvegese.
Henriksen viene ricordato per le sue numerose collaborazioni con gruppi e artisti fra cui i Supersilent, di cui fu uno dei membri più importanti. Da solista, l'artista si è cimentato in un jazz sperimentale che si ispira al suono del flauto shakuhachi.

## Biografia

### Formazione e prime esperienze musicali
Henriksen frequentò i corsi di jazz all'Università norvegese di scienza e tecnologia e studiò pedagogia musicale. Durante le sue prime esperienze musicali, Henriksen entrò a far parte dei Bodega Band (1987-1988), dei Luft (1987-89), dei Veslefrekk (dal 1989), dei Close Enough 1990-92, e dei Nutrio (dal 1990), e collaborò assieme a Bjørn Alterhaug e i Tre Små Kinesere (1990).

### Carriera
Dopo essersi laureato nel 1991, Henriksen entrò a far parte dei Trio Midt-Norge e i Piggy Bop. Successivamente suonò la tromba e il sintetizzatore con molti musicisti fra cui Misha Alperin, la Magnetic North Orchestra di Jon Balke, Nils Petter Molvær, Audun Kleive, Trygve Seim, Terje Isungset, e Christian Wallumrød. Collaborò anche assieme ad Iain Ballamy nei Food for Quartet e nei più noti Supersilent, due formazioni scritturate dalla Rune Grammofon. Questi ultimi divennero una delle più apprezzate realtà della musica improvvisata in Norvegia, e vantano collaborazioni con artisti come Terje Rypdal e John Paul Jones. Henriksen viene anche ricordato per aver fatto parte dei Nine Horses di David Sylvian e registrato con quest'ultimo When Loud Weather Buffeted Naoshima (2007). Occasionalmente, Henriksen usa la sua voce, come conferma l'album Chiaroscuro (2004), ove canta con un'estensione di soprano. Secondo qualcuno, egli sarebbe così abile nel modulare la sua voce di testa che, nel brano Opening Image, potrebbe venire scambiato per una donna. L'artista collaborò con i Supersilent al Punkt festival 2010 di Kristiansand, (Norvegia) e, sempre con essi, all'edizione del 2012 del Moldejazz. John Kellman della rivista All About Jazz sostiene che il doppio album dal vivo di Arve Henriksen e Jan Bang registrato in occasione del Punkt Festival del 2013 sia il diciassettesimo miglior album dal vivo di quell'anno.

## Discografia parziale

### Da solista

#### Album in studio
- 2001 – Sakuteiki
- 2004 – Chiaroscuro
- 2007 – Strjon
- 2008 – Cartography
- 2013 – Places Of Worship
- 2014 – The Nature of Connections
- 2014 – Chron
- 2014 – Cosmic Creation
- 2017 – Towards Language
- 2018 – The Height of the Reeds
- 2018 – Composograph: A Synthesis of Wood, Metal and Electronics
- 2019 – The timeless nowhere
- 2024 - Touch of time

#### Album compilation
- 2012 – Solidification
- 2014 – Chron|Cosmic Creation

### Collaborazioni
- 2000 – Daa (con Terje Isungset e Karl Seglem)
- 2000 – Birth Wish (con Christian Wallumrød, Jan Bang ed Erik Honoré)
- 2007 – Sketches of Spain (con The Norwegian Wind Ensemble e Maria Schneider)
- 2009 – Ellivan (con Elling Vanberg)
- 2010 – Clinamen (con Giovanni Di Domenico e Tatsuhisa Yamamoto)
- 2012 – Black Swan (con Teun Verbruggen)
- 2012 – Uncommon Deities (con Jan Bang, Erik Honoré, David Sylvian e Sidsel Endresen)
- 2012 – Distare Sonanti (con Giovanni Di Domenico e Tatsuhisa Yamamoto)
- 2014 – World of Glass (con Terje Isungset)
- 2016 – Atmosphères (con Tigran Hamasyan, Eivind Aarset, e Jan Bang)
- 2017– Rímur (con Trio Mediæval)
- 2017 – The Art of Irrigation (con Terje Isungset)
- 2018 – Pilgrim (con Janne Mark)
- 2018 – Illusion of a Separate World (con David Kollar)